# Aloe marginata
Aloe marginata é uma espécie de liliopsida do gênero Aloe, pertencente à família Asphodelaceae.